# Louis de La Coste
Louis de La Coste o [de] Lacoste (ca. 1675 – ca. 1750) fou un compositor francès de l'època barroca.
Va començar com a cantant el 1693, i fou també chef de chant i director de l'orquestra de l'Òpera de París de 1710 a 1714. Va compondre diverses obres per a l'escenari com Aricie (1697); Philomèle (1705); Bradamante (1707); Créuse l'athénienne (1712); Télégone (1725); Orion (1728) o Biblis (1732). Fou reconegut per Philomèle, òpera representada per primera vegada el 20 d'octubre de 1705 per l'Académie Royale de Musique al Théâtre du Palais-Royal de París, i tornada a representar el 1709, 1723 i 1734, però les següents composicions no van gaudir d'èxit i, després de la seva última òpera Biblis, es perd la seva empremta fins al 1757.